# 王様の牛乳
『王様の牛乳』（おうさまのぎゅうにゅう）は、日本のダンスボーカルユニット・M!LKの通算1枚目となるアルバム。
2017年11月22日にSDRから発売された。

## 収録曲

### CD
1. 白黒Brand New World [3:51]
作詞・作曲：浅利進吾
2. 約束 [4:42]
作詞：Ken、作曲：宮川麿
3. 疾走ペンデュラム（Encore ver.） [4:15]
作詞・作曲：本田光史郎、編曲：清水哲平
  - 5thシングル
4. コーヒーが飲めません [3:10]
作詞・作曲：岡部波音
1stシングル
5. めちゃモル [3:12]
作詞・作曲：木下智哉
6. テルネロファイター [4:27]
作詞・作曲・編曲：木村有希
  - 6thシングル
7. May [3:48]
作詞・作曲：2ndlifecrew
8. ゲンキデスカ? [3:26]
作詞：Giz'Mo(from Jam9)、作曲：Masaki lehara・Giz'Mo(from Jam9)
9. Milky Snow [4:53]
作詞：Ken、作曲・編曲：宮川麿
10. 新学期アラカルト [4:31]
作詞：深川琴美、作曲：倉内達矢、編曲：清水哲平
3rdシングル
11. Now Story [3:47]
作詞：Yu-ki Kokubo、作曲：Yu-ki Kokubo・Masaki lehara、編曲：Masaki Iehara
12. 逢い [4:12]
作詞・作曲：南直博、編曲：島崎貴光・南直博
13. 宇宙ジャンボリー [3:47]
作詞・作曲：NA.ZU.NA

Disc 2（PREMIUMみ！るきーず盤のみ（CD））
1. miruku!
作詞：山﨑悠稀、作曲：Nieve
2. ラブソングがうたえない - 山﨑悠稀
3. Tuna-ight - 吉田仁人
作詞・作曲・編曲：岡部波音
4. Salty Da!chi - 塩﨑太智
5. ひこうき雲 - 佐野勇斗、板垣瑞生

### DVD
※スペシャル盤のみ
1. 2017年春ツアー M!LK「Mow Mow DREAM 〜超B!Gな牛になりたい〜」東京国際フォーラム ホールC